# BK Häcken (piłka nożna kobiet)
BK Häcken (szw. Bollklubben Häcken) – szwedzki klub piłki nożnej kobiet, mający siedzibę w mieście Göteborg, w południowo-zachodniej części kraju, grający od 1996 w rozgrywkach Damallsvenskan.

## Historia
Chronologia nazw:
- 1970: Landvetters IF
- 2000: Kopparbergs Landvetter IF
- 2005: Kopparbergs/Göteborg FC
- 2021: BK Häcken

Żeński klub piłkarski Landvetters IF został założony w Landvetter w 1970 roku. Początkowo zespół występował w ligach regionalnych. Dopiero w 1995 jako jeden z trzech najlepszych zespołów Division 1 zdobył awans do elity szwedzkiej piłki nożnej. W debiutowym sezonie 1996 drużyna zajęła przedostatnie 9.miejsce w Damallsvenskan. W kolejnych sezonach o jedną pozycję pięła się do góry w tablicy końcowej. W 2000 klub zmienił nazwę na Kopparbergs Landvetter IF. W 2005 przeniósł się do pobliskiego Göteborgu, zmieniając nazwę na Kopparbergs/Göteborg FC (KGFC). W 2010 zespół po raz pierwszy zdobył wicemistrzostwo kraju i w sezonie 2011/12 zawodniczki klubu dotarły do ćwierćfinału Ligi Mistrzyń UEFA, gdzie przegrały w dwóch meczach z angielskim Arsenal W.F.C. W 2011 klub zdobył swój pierwszy Puchar Szwecji, a w 2020 mistrzostwo kraju.
29 grudnia 2020 roku zarząd klubu ogłosił zamiar zaprzestania działalności pierwszego zespołu w Damallsvenskan. Dwa dni później uchylił decyzję o kontynuacji w 2021 roku. Jednak 28 stycznia 2021 klub stał się oddziałem kobiecym BK Häcken, męskiego klubu piłkarskiego również z siedzibą w Göteborgu i grającego w najwyższej lidze.

## Barwy klubowe, strój, herb, hymn
|  |  |

Klub ma barwy żółto-czarne. Piłkarki domowe spotkania zazwyczaj grają w pasiastych pionowo żółto-czarnych koszulkach, czarnych spodenkach oraz żółtych getrach.

## Sukcesy

### Trofea międzynarodowe
| \| \| Zdobyte trofea w rozgrywkach międzynarodowych (stan na: 31-12-2020) \| |                                                                     |      |                  |
| Rozgrywki                                                                    | Osiągnięcie                                                         | Razy | Sezon(y)         |
| · Liga Mistrzyń UEFA                                                         | zdobywca                                                            | 0    |                  |
| · Liga Mistrzyń UEFA                                                         | finalista                                                           | 0    |                  |
| · Liga Mistrzyń UEFA                                                         | ćwierćfinalista                                                     | 2    | 2011/12, 2012/13 |
| FIFA                                                                         | Zdobyte trofea w rozgrywkach międzynarodowych (stan na: 31-12-2020) |      |                  |

### Trofea krajowe
| \| \| Zdobyte trofea w rozgrywkach Szwecji (stan na: 31-05-2021) \| |                                                            |      |                              |
| Rozgrywki                                                           | Osiągnięcie                                                | Razy | Sezon(y)                     |
| Mistrzostwo                                                         | I miejsce                                                  | 1    | 2020                         |
| Mistrzostwo                                                         | II miejsce                                                 | 4    | 2010, 2011, 2018, 2019       |
| Mistrzostwo                                                         | III miejsce                                                | 2    | 2002, 2014                   |
| Puchar                                                              | zdobywca                                                   | 4    | 2011, 2012, 2018/19, 2020/21 |
| Puchar                                                              | finalista                                                  | 1    | 2002                         |
| Superpuchar                                                         | zdobywca                                                   | 1    | 2013                         |
| Superpuchar                                                         | finalista                                                  | 1    | 2012                         |
| II liga                                                             | I miejsce                                                  | ?    |                              |
| II liga                                                             | II miejsce                                                 | ?    |                              |
| II liga                                                             | III miejsce                                                | ?    |                              |
| Szwecja                                                             | Zdobyte trofea w rozgrywkach Szwecji (stan na: 31-05-2021) |      |                              |

## Poszczególne sezony

### Rozgrywki międzynarodowe

#### Europejskie puchary
Legenda do wszystkich tabel:
- Q – runda eliminacyjna, 1/16, 1/8, 1/4, 1/2 – odpowiednia faza rozgrywek, Grupa – runda grupowa, 1r gr – pierwsza runda grupowa, 2r gr – druga runda grupowa, F – finał, R – runda, PO – play-off
- k. – rzuty karne, los. – losowanie, Dogr. – dogrywka, w. – zasada bramek strzelonych na wyjeździe

| Sezon   | Rozgrywki     | Runda | Przeciwnik             | Wynik    | Ogólne |
| ------- | ------------- | ----- | ---------------------- | -------- | ------ |
| 2011/12 | Liga Mistrzyń | 1/16  | ŽNK Osijek             | 4–0, 7–0 | 11–0   |
| 2011/12 | Liga Mistrzyń | 1/8   | Fortuna Hjørring       | 1–0, 3–2 | 4–2    |
| 2011/12 | Liga Mistrzyń | 1/4   | Arsenal W.F.C.         | 1–3, 1–0 | 2–3    |
| 2012/13 | Liga Mistrzyń | 1/16  | ŽFK Spartak Subotica   | 1–0, 3–0 | 4–0    |
| 2012/13 | Liga Mistrzyń | 1/8   | Fortuna Hjørring       | 1–1, 3–2 | 4–3    |
| 2012/13 | Liga Mistrzyń | 1/4   | FCF Juvisy             | 0–1, 1–3 | 1–4    |
| 2019/20 | Liga Mistrzyń | 1/16  | Bayern Monachium       | 1–0, 1–2 | 2–2    |
| 2020/21 | Liga Mistrzyń | 1/16  | Manchester City W.F.C. | 0–3, 1–2 | 1–5    |

### Rozgrywki krajowe
| \| Szwecja \| Bilans występów klubu w rozgrywkach piłkarskich Szwecji (Stan na 31 maja 2021 r.) \| \| |                                                                                   |        |       |   |   |   |    |    |     |           |        |        |      |
| Poziom                                                                                                | Rozgrywki                                                                         | Sezony | Mecze | Z | R | P | B+ | B– | Pkt | Lata      | Awanse | Spadki | Naj. |
| I | Damallsvenskan                                                                    | 25     |       |   |   |   |    |    |     | od 1996   | 0      | 0      | 1    |
| II | Division 1                                                                        | 1+     |       |   |   |   |    |    |     | 198?–1995 | 1      | 0      | ?    |
| | Puchar Szwecji                                                                    | 25+    |       |   |   |   |    |    |     | od 198?   | 0      | 0      | 1    |
| Szwecja                                                                                               | Bilans występów klubu w rozgrywkach piłkarskich Szwecji (Stan na 31 maja 2021 r.) |        |       |   |   |   |    |    |     |           |        |        |      |

## Piłkarki, trenerzy, prezydenci i właściciele klubu

### Trenerzy
...
- 1999–2004:  Bo Falk
- 2005–2007:  Martin Pringle
- 2008–2013:  Torbjörn Nilsson
- 2014–2017:  Stefan Rehn
- 2018–2019:  Marcus Lantz
- 2020:  Jörgen Ericson
- 2020–...:  Mats Gren

## Struktura klubu

### Stadion
Klub rozgrywał swoje mecze domowe na stadionie Bravida Arena w Göteborgu, który może pomieścić 6300 widzów.

## Kibice i rywalizacja z innymi klubami

### Derby
- Jitex BK
- GAIS